# تنن (ذمار)
تنن هي إحدى قرى مديرية الحداء يبلغ عدد سكانها 5000 نسمة ضمت قرى الجمهورية اليمنية. تتبع جغرافيا لمحافظة ذمار وإداريًا لمديرية الحداء. يبلغ تعداد سكانها 27500 نسمة حسب الإحصاء الذي أجري عام 2020.